# Championnat de Lettonie de football 2005
Navigation
Saison précédente Saison suivante
La saison 2005 du Championnat de Lettonie de football était la 15e édition de la première division lettone. La Virsliga regroupe les 8 meilleurs clubs lettons au sein d'une poule unique qui s'affrontent 4 fois durant la saison, deux fois à domicile et deux fois à l'extérieur. À l'issue du championnat, le club classé dernier est relégué en deuxième division tandis que l'avant-dernier dispute un barrage face au 2e de D2.
C'est un véritable exploit que réalise le club du FK Liepajas Metalurgs. Le club de Liepaja met fin au règne du Skonto Riga, champion de Lettonie depuis 14 ans, en terminant en tête du championnat national, avec 13 points d'avance sur le Skonto, qui prend une 2e place synonyme de contre-performance. Signe d'un déclin sportif, le Skonto ne parvient pas à se qualifier pour la finale de la Coupe de Lettonie, finale que le club avait atteinte lors des 10 dernières saisons.
Le club de Zibens/Zemessardze, promu de D2, doit déclarer forfait  et laisser sa place au JFK Olimps Riga, une équipe nouvellement créée et composée des joueurs de moins de 23 ans du Skonto Riga.

## Les 8 clubs participants
| - Skonto Riga - FK Riga - Dinaburg FC - FK Liepajas Metalurgs | - JFK Olimps Riga - Promu de D2 - FK Venta - Promu de D2 - FK Jurmala - FK Ventspils |

## Compétition

### Classement
Le barème de points servant à établir le classement se décompose ainsi :
- Victoire : 3 points
- Match nul : 1 point
- Défaite : 0 point

| Rang | Équipe                | Pts | J  | G  | N | P  | Bp | Bc | Diff |
| ---- | --------------------- | --- | -- | -- | - | -- | -- | -- | ---- |
| 1    | FK Liepājas Metalurgs | 71  | 28 | 22 | 5 | 1  | 85 | 19 | +66  |
| 2    | Skonto Riga (T)       | 58  | 28 | 17 | 7 | 4  | 59 | 25 | +34  |
| 3    | FK Ventspils (C)      | 55  | 28 | 16 | 7 | 5  | 56 | 30 | +26  |
| 4    | Dinaburg FC           | 35  | 28 | 9  | 8 | 11 | 37 | 43 | -6   |
| 5    | FK Riga               | 34  | 28 | 9  | 7 | 12 | 32 | 46 | -14  |
| 6    | FK Jurmala            | 32  | 28 | 9  | 5 | 14 | 37 | 38 | -1   |
| 7    | JFK Olimps Riga       | 19  | 28 | 5  | 4 | 19 | 24 | 68 | -44  |
| 8    | FK Venta              | 9   | 28 | 2  | 3 | 23 | 18 | 79 | -61  |

|  | Qualification pour la Ligue des champions 2006-2007                                |
|  | Qualification pour la Coupe UEFA 2006-2007                                         |
|  | Qualification pour la Coupe UEFA 2006-2007                                         |
|  | Qualification pour la Coupe Intertoto 2006                                         |
|  | Participation au barrage de promotion-relégation                                   |
|  | Relégation en deuxième division                                                    |
|  | (T) Tenant du titre (C) Vainqueur de la Coupe de Lettonie (P) Promu de 2e division |

### Matchs

#### Barrage de promotion-relégation
Le 7e de D1 rencontre le 2e de D2 lors d'un match sur terrain neutre pour tenter de conserver sa place en élite la saison prochaine.
| Équipe 1             | Résultat | Équipe 2                  |
| -------------------- | -------- | ------------------------- |
| JFK Olimps Riga (D1) | 0 - 2    | FC Ditton Daugavpils (D2) |

## Bilan de la saison
| Championnat de Lettonie de football 2005 |                                   |
| Champion                                 | FK Liepajas Metalurgs (1er titre) |
| Coupes et trophées                       |                                   |
| Vainqueur de la Coupe de Lettonie 2005   | FK Ventspils                      |
| Qualifications continentales             |                                   |
| Ligue des champions 2006-2007            | FK Liepajas Metalurgs             |
| Coupe UEFA 2005-2006                     | FK Ventspils                      |
| Coupe UEFA 2006-2007                     | Skonto Riga                       |
| Coupe Intertoto 2006                     | Dinaburg FC                       |
| Promotions et relégations                |                                   |
| Promus en Virsliga                       | FC Ditton Daugavpils              |
| Promus en Virsliga                       | Dizvanagi Rezekne                 |
| Relégués en Latvian First League         | FK Venta                          |
| Relégués en Latvian First League         | JFK Olimps Riga                   |